# Jerzy Wojtczak-Szyszkowski
Jerzy Andrzej Wojtczak-Szyszkowski, w tekstach łacińskich również Georgius Wojtczak (ur. 2 października 1939 w Warszawie, zm. 22 lutego 2024) – polski filolog klasyczny, latynista, profesor doktor habilitowany nauk humanistycznych, specjalista w zakresie literatury i języka późnego antyku i średniowiecza. Tłumacz tekstów łacińskich na język polski i polskich na język łaciński. Autor publikacji naukowych i popularnonaukowych, poezji w języku łacińskim i podręczników akademickich do nauki łaciny.

## Życiorys
Absolwent VI Liceum Ogólnokształcącego im. Tadeusza Reytana w Warszawie (matura 1957, uczeń Stefanii Światłowskiej). Ukończył studia na Wydziale Filologicznym Uniwersytetu Warszawskiego i na Wydziale Filozofii Chrześcijańskiej Akademii Teologii Katolickiej. Był nauczycielem łaciny w Liceum im. gen. Józefa Sowińskiego w Warszawie. W 2000 uzyskał tytuł profesora nauk humanistycznych. Profesor w Zakładzie Studiów nad Renesansem Instytutu Filologii Klasycznej Uniwersytetu Warszawskiego (część Wydziału Polonistyki UW) oraz kierownik Katedry Języka Łacińskiego i Rzymskiej Kultury Prawnej na Wydziale Prawa Wyższej Szkoły Handlu i Prawa im. Ryszarda Łazarskiego w Warszawie. Wykładał gościnnie w Collegium Bobolanum Akademii Katolickiej w Warszawie. Wypromował 8 doktorów i blisko 50 magistrów, zrecenzował 35 doktoratów i habilitacji.
Autor opracowań tekstów źródłowych i współredaktor rocznika „Studia Claromontana”. Członek Association Internationale d’Études Patristiques, Polskiego Towarzystwa Filologicznego, Sekcji Patrystycznej przy Komisji ds. Nauki Episkopatu Polski oraz Komisji Badań nad Antykiem Chrześcijańskim Towarzystwa Naukowego Katolickiego Uniwersytetu Lubelskiego. Członek korespondent Wydziału I Językoznawstwa i Historii Literatury Towarzystwa Naukowego Warszawskiego. Członek honorowy Komitetu Katyńskiego.
Autor poezji łacińskich o tematyce religijnej, do których skomponował muzykę Paweł Łukaszewski. Ich wykonania ukazały się m.in. na płytach Polska liryka wokalna (2012) i Łukaszewski: Musica Sacra 9 (2018). W swoich utworach poetyckich, zebranych w tomach Gloria, laus, honor (2004) i Te decet hymnus (2011), posługiwał się strofą saficką mniejszą, strofą alcejską, dymetrem jambicznym akatalektycznym, dystychem elegijnym, a także wierszem średniowiecznym (versus mediaevalis). Współpracował z polskimi instytucjami kościelnymi, tłumacząc na język łaciński liczne dokumenty i akta związane z procesami beatyfikacyjnymi polskich kandydatów na ołtarze (Zygmunt Szczęsny Feliński, Maksymilian Maria Kolbe, Honorat Koźmiński, Maria Karłowska, Sancja Szymkowiak, Maria Darowska). Współpracował w zakresie tłumaczeń dokumentów z języka łacińskiego z Ordynariatem Polowym Wojska Polskiego, a także był pomysłodawcą nazwy Medalu „Gloria Intrepidis et Animi Promptis”. 
W 2006 odznaczony przez papieża Benedykta XVI Krzyżem Kawalerskim Orderu Świętego Grzegorza Wielkiego, a w 2017 przez papieża Franciszka Krzyżem Komandorskim Orderu Świętego Grzegorza Wielkiego. 25 marca 1996 przyjęty do Zakonu Rycerskiego Świętego Grobu Bożego w Jerozolimie w czasie inwestytury w bazylice archikatedralnej św. Jana Chrzciciela w Warszawie i od tego dnia do października 2008 pierwszy zwierzchnik Zwierzchnictwa Zakonu w Polsce. W 2010 otrzymał Złoty Order Gloria Polskiego Zwierzchnictwa Zakonu Rycerskiego Świętego Grobu Bożego w Jerozolimie. Od 2018 posiadał tytuł Honorowego Zwierzchnika, a od 2022 rangę zakonną Kawalera Wielkiego Krzyża (EMCSSH).
Komandor Rycerstwa Orderu Jasnogórskiej Bogarodzicy, powstałego w 1991 i w 1998 zatwierdzonego przez papieża Jana Pawła II, odznaczony Orderem Srebrnej Gwiazdy Komandorium Rycerstwa (2007). W 2012 przyjęty do konfraterni Zakonu Świętego Pawła Pierwszego Pustelnika. Otrzymał tytuł Przyjaciela Zakonu Świętego Pawła Pierwszego Pustelnika. W 2014 został uhonorowany Medalem Matki Bożej Jasnogórskiej Regina Poloniae „za szczególną troskę o rozwój i zachowanie dziedzictwa duchowego i kulturowego paulińskiego Zakonu”.
W 2016, z okazji siedemdziesiątej piątej rocznicy urodzin i pięćdziesięciolecia pracy naukowej, ukazała się księga jubileuszowa zadedykowana prof. Jerzemu Wojtczakowi-Szyszkowskiemu, okolicznościowy tom „Vox Patrum” (Miscellanea patristica, „Vox Patrum”. R. 36, t. 65, s. 1–900, red. Piotr Szczur, Józef Figiel SDS, Wydawnictwo Katolickiego Uniwersytetu Lubelskiego, Lublin 2016). W 2022 otrzymał nagrodę Ministra Edukacji i Nauki za całokształt dorobku naukowego.
Był żonaty z Haliną Szyszkowską. Zmarł 22 lutego 2024. 29 lutego 2024 pochowany w grobie rodzinnym na cmentarzu Powązkowskim w Warszawie.

## Publikacje książkowe

### Rozprawy naukowe
- De Lactantio Ciceronis aemulo et sectatore, Wrocław 1969, OCLC 169462986
- O filozofii Ksenokratesa z Chalcedonu, Warszawa 1980, ISBN 83-00-01184-6
- Średniowieczne życiorysy bł. Kingi i bł. Salomei, Warszawa 1999, ISBN 83-87608-01-7
- Żywot świętej Kingi Jana Długosza: studia nad językiem i stylem, Paprotnia 2004, ISBN 83-919641-3-2

### Poezje łacińskie
- Gloria, laus, honor, Ząbki 2004, ISBN 83-7031-415-5
- Te decet hymnus, Białystok 2011, ISBN 978-83-62668-04-5

### Podręczniki do nauki łaciny
- Fides et litterae: język łaciński dla uczniów szkół katolickich, studentów i alumnów, Warszawa 1998, ISBN 83-86940-89-1
- Iure et legibus: język łaciński dla studentów prawa, Warszawa 2000, ISBN 83-86919-97-3 (wraz ze Stanisławem Kalinkowskim)
- Roma clarissima urbium: język łaciński dla studentów kierunków historycznych i filologicznych, Warszawa 2008, ISBN 978-83-89348-10-4

### Przekłady tekstów łacińskich
- Encyklika „Quanta Cura” i „Syllabus” Papieża Piusa IX, Komorów 1998, ISBN 83-86482-30-3
- O obowiązkach osób świeckich i ich sprawach: część szesnasta dekretu przypisywanego Iwonowi z Chartres, Warszawa 2009, ISBN 978-83-60694-20-6
- Burchard z Wormacji, Dekret: księgi VI, XV i XVI, Warszawa 2013, ISBN 978-83-64003-12-7
- Matthias Fuhrmann, Chluba pustyni, czyli Żywot najchwalebniejszego patriarchy i nauczyciela świętego Pawła z Teb, pierwszego pustelnika napisany przez św. Hieronima kapłana i świętego Kościoła Rzymskiego Doktora, Częstochowa 2014, ISBN 978-83-921188-3-1
- Homilie mediolańskie, Nowa Ruda 2014, ISBN 978-83-62337-89-7
- Jak narody widzą siebie nawzajem? Stereotypy narodowościowe w Europie na przykładzie Polski i Niemiec: siedemnastowieczne mowy wygłoszone na uniwersytecie w Tybindze, Warszawa 2018, ISBN 978-83-7507-258-7
- Kronika książąt polskich, Opole 2019, ISBN 978-83-7342-696-2
- Pontificale plocense I. T. 2, Textus et in linguam Polonam translatio, Pelplin 2020, ISBN 978-83-8127-568-2
- Dzieje Franków i innych rycerzy pierwszej krucjaty jerozolimskiej spisane przez anonimowego autora, Warszawa 2023, ISBN 978-83-8212-126-1